# 国鉄タ1300形貨車
国鉄タ1300形貨車（こくてつタ1300がたかしゃ）は、かつて日本国有鉄道（国鉄）およびその前身である鉄道省等に在籍した私有貨車（タンク車）である。

## 概要
タ1300形は、1928年（昭和3年）5月の車両称号規程改正により、1914年（大正3年）から1923年（大正12年）にかけて製造されたリ2480形 10両（リ2480 - リ2489）、リ2490形 2両（リ2490 - リ2491）、リ2492形 1両（リ2492）、リ2493形 1両（リ2493）、リ2494形 4両（リ2494 - リ2497）の合計18両（タ1300 - タ1317）を改番し誕生した形式である。
濃硫酸専用とされ、本形式の他に「濃硫酸」又は「濃硫酸及び発煙硫酸」を専用種別とする貨車は、タキ300形（469両）、タキ4000形（351両）、タキ5750形（500両）、タキ29300形（62両）、タキ46000形（71両）等実に21形式が存在した。
車両称号規程改正時点での所有者は日本石油（12両）、新潟硫酸（1両）、久原鉱業（1両）、大日本人造肥料（4両）の2社であった。
約2年後の1930年（昭和5年）1月13日に本形式車より10両（旧リ2480形全車タ1300 - タ1309）の専用種別変更（濃硫酸→石油類）が行われタ600形（タ843 - タ852）へ形式変更した。
車体色は黒色、寸法関係は一例として全長は6,250 mm、全幅は2,032 mm、全高は2,896 mm、軸距は3,050 mm、実容積は5.6 m3、自重は6.7 t - 7.2 t、換算両数は積車1.8、空車0.8、走り装置はシュー式の二軸車で、最高運転速度は65 km/hであった。
1963年（昭和38年）に最後まで在籍した車両が廃車となり、同時に形式消滅となった。